# ريان وليامز (عالم حاسوب)
ريان وليامز (بالإنجليزية: Ryan Williams) هو عالم حاسوب أمريكي، ولد في 1979.